# Pseudonortonia henrica
Pseudonortonia henrica är en stekelart som först beskrevs av Cameron 1908.  Pseudonortonia henrica ingår i släktet Pseudonortonia och familjen Eumenidae. Inga underarter finns listade i Catalogue of Life.